# Американо-сан-маринские отношения
Американо-сан-маринские отношения — двусторонние дипломатические отношения между США и Сан-Марино.

## История
В 1861 году большая часть Апеннинского полуострова была объединена в единое государство, но Сан-Марино осталось независимым. В 1861 году Соединённые Штаты установили дипломатические отношения с Сан-Марино, с тех пор между двумя странами дружеские отношения на взаимовыгодных условиях. Соединённые Штаты и Сан-Марино сотрудничают в области международной торговли и содействуют в развитии демократических институтов и соблюдения прав человека. Сан-Марино последовательно поддерживает внешнеполитический курс США. Соединённые Штаты не имеют посольства в Сан-Марино, но посол США в Италии также представляет интересы страны и в Сан-Марино.

## Торговля
США не имеют существенного товарооборота с этой страной, уровень инвестиций ограничен.